# Spismichałowa Czuba
Spismichałowa Czuba (słow. Zámky, niem. Burgberg, węg. Zamki) – szczyt o wysokości 2010 m n.p.m. w słowackich Tatrach Wysokich, znajdujący się w grani bocznej odchodzącej od Szerokiej Jaworzyńskiej na północny zachód. Jest to najwyższy wierzchołek tej grani. Od Szerokiej Jaworzyńskiej oddzielony jest Niżnią Szeroką Przełęczą, a od Horwackiego Wierchu – Spismichałową Przełęczą.
Od wierzchołka Spismichałowej Czuby odchodzi na zachód długa grań zwana Zamkami, która oddziela Litworowy Żleb od Doliny Spismichałowej. Zamki dzielą się na dwie części, które rozdziela Wyżni Spismichałowy Przechód. Powyżej niego znajdują się Wyżnie Zamki, a poniżej Niżnie Zamki. Na południowo-zachodnich stokach Spismichałowej Czuby znajdują się rozległe upłazy zwane Upłazkami, które ciągną się znad Polany pod Upłazki w Dolinie Białej Wody, aż do górnych partii Litworowego Żlebu. Litworowa Kazalnica i Upłazkowy Przechód dzielą je na Skrajne i Zadnie Upłazki.
Nazwa Spismichałowej Czuby pochodzi od Doliny Spismichałowej, chociaż niekiedy zwana jest błędnie Zamkami.
Na wierzchołek już dawniej wchodzili myśliwi podczas swoich polowań w tychże rejonach. Następnie wdrapywali się na nią kartografowie i turyści, chociaż ci ostatni bardzo rzadko, ponieważ wierzchołek nigdy nie cieszył się dużym powodzeniem.
Pierwsze turystyczne wejście zimowe:
- Gyula Komarnicki, 3 stycznia 1913 r.